# Malick Mané
Pour les articles homonymes, voir Mané.
Malick Mané est un footballeur sénégalais, né le 14 octobre 1988 à Ziguinchor. Il évolue au poste d'attaquant.

## Biographie
Malick Mané est le grand frère de Sadio Mané.

## Palmarès
- Coupe de Suède :
  - Vainqueur : 2013

## Statistiques
| Saison | Club          | Pays                 | Championnat         | Coupes nationales | Coupes d'Europe        | Sénégal |
| ------ | ------------- | -------------------- | ------------------- | ----------------- | ---------------------- | ------- |
| 2008   | Sandefjord IF | Adeccoligaen         | 28 matchs / 6 buts  | ?                 | -                      | -       |
| 2009   | Sandefjord IF | Tippeligaen          | 28 matchs / 8 buts  | ?                 | -                      | -       |
| 2010   | Sandefjord IF | Tippeligaen          | 26 matchs / 5 buts  | ?                 | -                      | -       |
| 2011   | FK Aktobe     | Premier-Liga kazakhe | 29 matchs / 12 buts | -                 | 4 matchs / 2 buts (C3) | -       |
| 2012   | Sogndal IF    | Tippeligaen          | 30 matchs / 2 buts  | -                 | -                      | 1 match |
| 2013   | Sogndal IF    | Tippeligaen          | 6 matchs            | 1 match           | -                      | -       |

Dernière mise à jour le 1er mai 2013